# Hochwasser in Mosambik 2000
Das Hochwasser in Mosambik im Februar und März 2000 war eine Naturkatastrophe großen Ausmaßes. Nach starken, wochenlangen Regenfällen ausgelöst durch den Zyklon Connie, traf Zyklon Eline auf die Küste Mosambiks und ließ die Flüsse Limpopo, Incomati, Umbeluzi, Save und Sambesi über die Ufer treten und vervielfachte die Opferzahlen. Laut Schätzungen wurden gut 44.000 Menschen obdachlos, 700 bis 800 Menschen starben. Die Schadenssumme wird auf 500 Millionen US-Dollar geschätzt.
Das Hochwasser im Jahr 2000 galt als das größte seiner Art in Mosambik seit vielen Jahrzehnten, wurde aber 2019 von Zyklon Idai noch übertroffen.

## Meteorologischer Ablauf
Im Oktober und November 1999 erlebte Mosambik starke Regenfälle, gefolgt von ebenso starken Regenfällen im Januar 2000, letztere als Auswirkungen des Zyklons Connie. Ende Januar hatte es so hohe Niederschlagsmengen gegeben, dass die Flüsse Incomati, Umbeluzi und Limpopo über ihre Ufer getreten waren und große Teile der Hauptstadt Maputo und der Nachbarstadt Matola überschwemmt hatten. In der Kleinstadt Chókwè (Provinz Gaza) erreichte der Limpopo am 24. Januar einen Wasserpegel von 6 Metern, doppelt so hoch wie üblich. In vielen Gegenden fiel die Regenjahresmenge innerhalb von zwei Wochen. Die in dessen Folge entstandenen Hochwasserereignisse galten als die größten ihrer Art seit dem Jahr 1951.
Große Teile des Hochwassers begannen Ende Februar zurückzugehen, als der Zyklon Eline Mosambik traf. Eline war ein lang anhaltender tropischer Wirbelsturm der unweit der Hafenstadt Beira am 22. Februar 2000 seinen Höhepunkt erreichte. Ende Februar 2000 galt die Katastrophe in Mosambik als die schwerste ihrer Art seit mehr als einem Jahrhundert.

## Auswirkungen
Ende Februar stiegen die Infektionszahlen von Malaria und Durchfall stark an. Das Hochwasser unterbrach zahlreiche Verkehrsverbindungen, unter anderem die einzige Nord-Süd-Fernstrecke Mosambiks (EN1), und schnitt zahlreiche Gegenden von der Außenwelt ab. Bereits die durch den Regen im Januar verursachten Hochwasser wurden 220.000 Menschen obdachlos und 150 starben bereits bevor Zyklon Eline Mosambik traf.
Nach dem Auftreffen von Zyklon Eline stiegen die Opferzahlen stark an, mehr als 463.000 Menschen wurden obdachlos. Die Opferzahlen werden auf 700 bis 800 Menschen geschätzt, die Hälfte davon in Chókwè. Die Schadensumme wird auf 500 Millionen US-Dollar geschätzt. Der Zyklon und das Hochwasser beeinträchtigten die wirtschaftlichen Entwicklung Mosambiks nachhaltig und vernichteten große Teile der seit 1992 – dem Ende des Bürgerkrieges – erreichten Fortschritte.

## Nachwirkungen

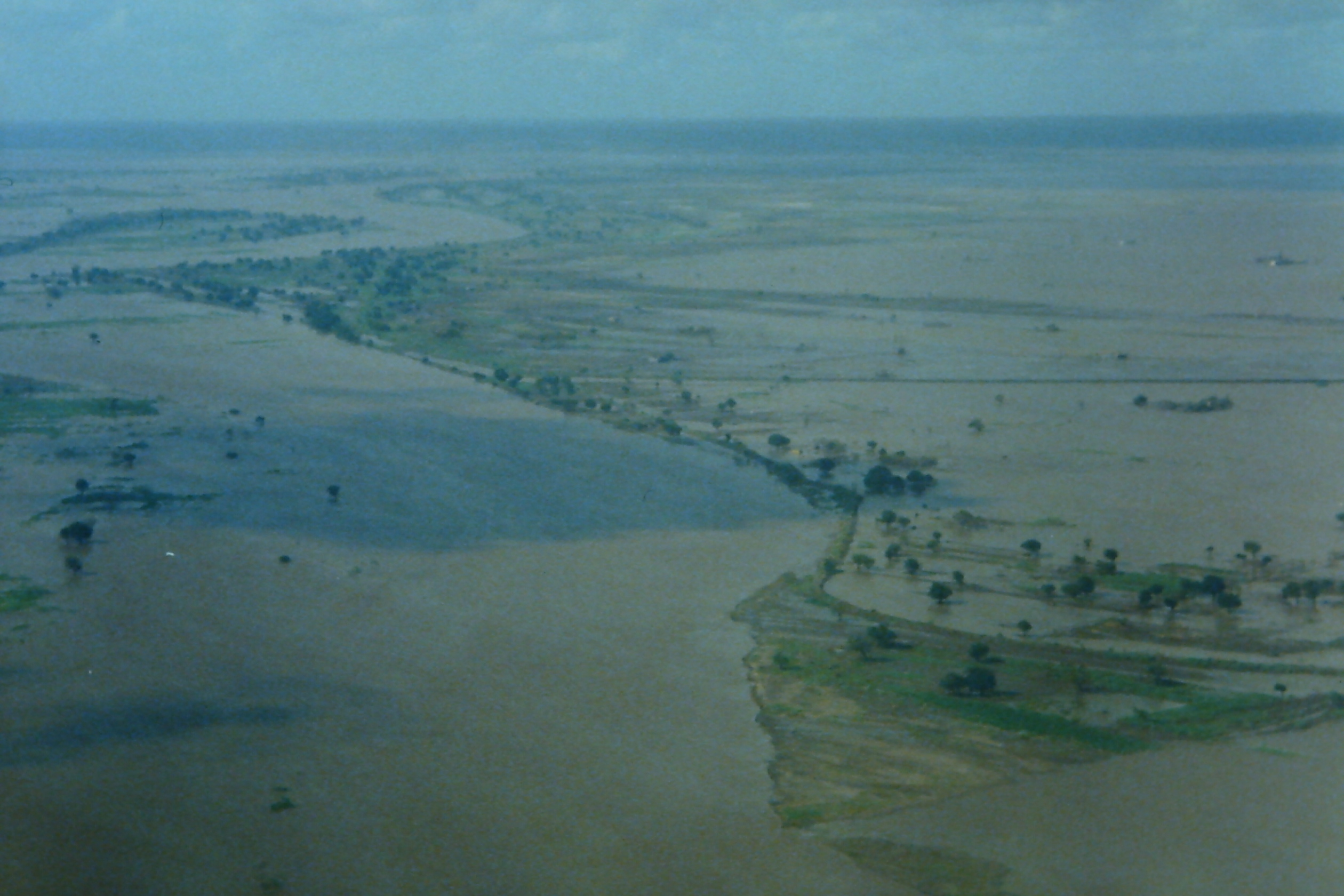
Der Limpopo trat weit über seine Ufer

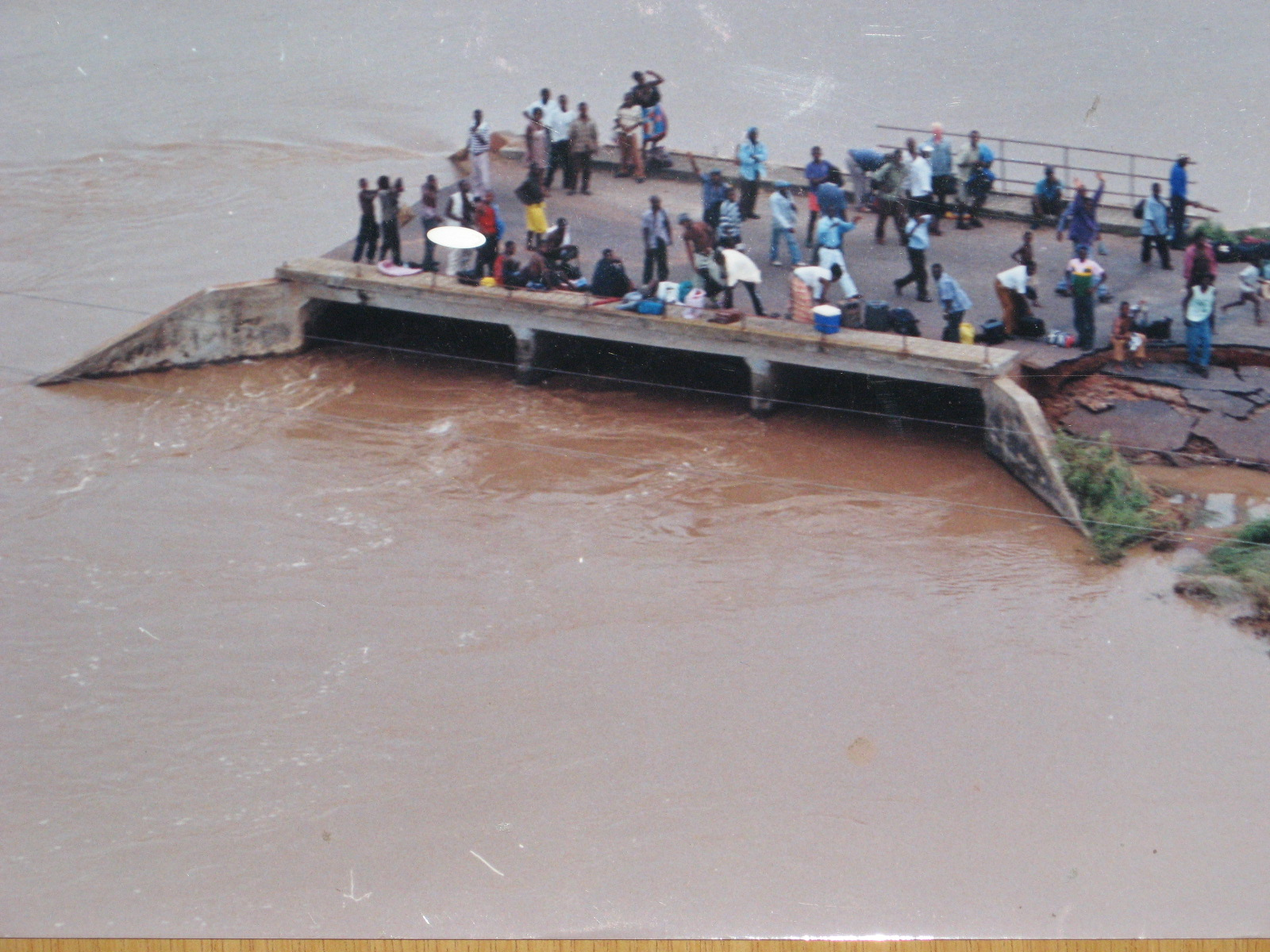
Auf Hilfe wartende Menschen

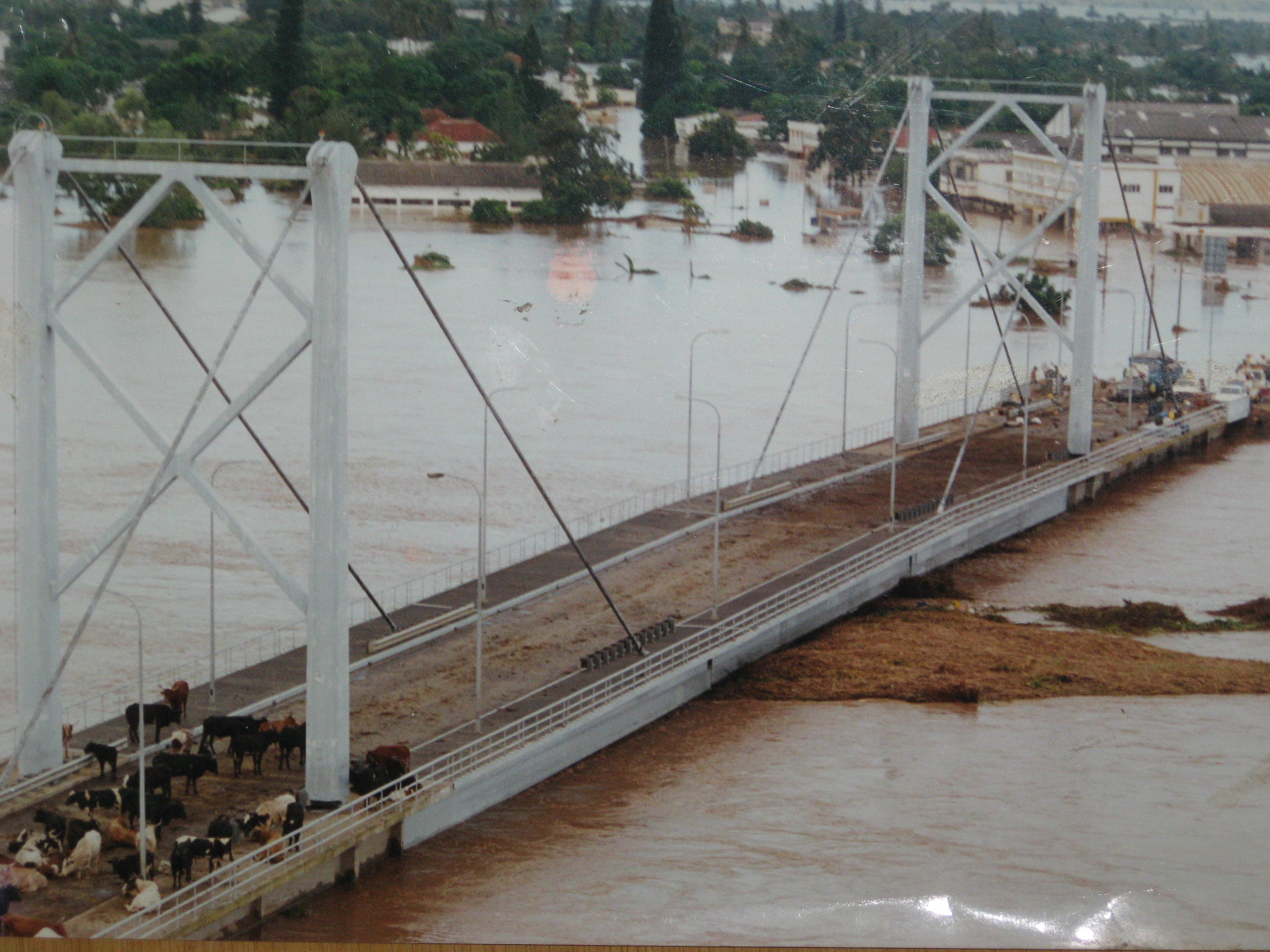
Die Auswirkungen des Regens erreichen die Stadt Xai-Xai: Überschwemmte Brücke über den Limpopo in der Gaza-Provinz.

Bereits vor dem Auftreffen des Zyklons Eline hatte die mosambikanische Regierung um internationale Hilfe gebeten. Nach Zyklon Eline bat Präsident Joaquim Chissano um zusätzliche Hilfe in Höhe von 65 Millionen US-Dollar und später dann 160 Millionen US-Dollar. Zum 17. März 2000 hatten verschiedene Länder bereits Unterstützungen in Höhe von 119 Millionen US-Dollar zugesagt. Zum 4. März waren 39,6 Tonnen Hilfsgüter im Land angekommen, die die Frachtumschlagkapazitäten des Flughafens von Maputo komplett überforderten.
Zahlreiche Regierungen unterstützten Mosambik mit Hilfszahlungen, Hilfsgütern und Schuldenerlassen:
- Die niederländische Regierung spendete 5 Millionen Gulden (etwa 2,27 Millionen Euro)[14]
- Die italienische Regierung gab 10 Milliarden Lire (etwa 5,1 Millionen Euro) frei, davon die Hälfte für Sofortrettungsmaßnahmen[18]
- Die dänische Regierung spendete 2,68 Millionen Euro[19]
- Die schwedische und irische Regierung überwiesen Zahlungen in Höhe von 10 Millionen Kronen (ca. 1,1 Millionen Euro) bzw. 507.000 Euro an das Welternährungsprogramm[20][21]

- Portugal sandte 40 Tonnen Hilfsgüter in Form von Medikamenten, Zelten, Lebensmitteln und Schlauchbooten[22]
- Die kanadische Regierung spendete 11,6 Millionen kanadischer Dollar (etwa 7,7 Millionen Euro)[23]
- Die Vereinigten Staaten unterstützten Mosambik insgesamt im Wert von 50 Millionen US-Dollar, davon 7 Millionen US-Dollar in Form von Lebensmitteln über ihre Entwicklungszusammenarbeitsorganisation USAID.[24]
- Das Europäische Amt für humanitäre Hilfe überwies Zahlungen in Höhe von 25 Millionen Euro[25]
- Die botswanische Regierung spendete 23 Millionen Pula (etwa 4,9 Millionen Euro)[26]
- Weitere Unterstützungen kamen von Mauritius (100.000 US-Dollar[27]) Ghana (Lebensmittel und Kleidung in Höhe von 100.000 US-Dollar[28]), Australien (1 Million US-Dollar[29]), Concern Worldwide (650.000 US-Dollar).
- Das Vereinigte Königreich und Italien erließen Mosambik seine Schulden in Höhe von 150 Millionen US-Dollar[30] bzw. 500 Millionen US-Dollar.[31]

Die mosambikanische Regierung nutzte vor allem Boote, um Menschen aus den betroffenen Regionen zu retten und richtete 121 Flüchtlingsunterkünfte ein. Die Luftwaffe des Landes galt als veraltet und war praktisch nicht in der Lage Hilfe zu leisten. Aufgrund dessen sandten unter anderem Südafrika zwölf Flugzeuge und Helikopter. Unterstützt wurden diese von Malawi (2 Helikopter), dem Vereinigten Königreich (6 Helikopter) und Deutschland (10 Helikopter).
Die deutsche Luftwaffe leistete in den Überschwemmungsgebieten mit dem Kontingent „Katastrophenhilfe Mosambik“ 500 Einsätze mit Transall C-160 und Bell UH-1D des Lufttransportgeschwaders 62.
Das Entminungsprogramm der Vereinten Nationen (United Nations Mine Action Service) äußerte die Sorge, dass das Hochwasser zahlreiche Landminen in bewohnte Gegenden gespült haben könne.
Die ersten Bewohnerinnen und Bewohner kehrten Anfang März zurück, nachdem das Hochwasser sich langsam zurückzog.